# العلاقات الألمانية الكولومبية
العلاقات الألمانية الكولومبية هي العلاقات الثنائية التي تجمع بين ألمانيا وكولومبيا.

## مقارنة بين البلدين
هذه مقارنة عامة ومرجعية للدولتين:
| وجه المقارنة                                              | ألمانيا                                                                              | كولومبيا        |
| --------------------------------------------------------- | ------------------------------------------------------------------------------------ | --------------- |
| المساحة (كم2)                                             | 357.41 ألف                                                                           | 1.14 مليون      |
| عدد السكان (نسمة)                                         | 81.29 مليون                                                                          | 49.07 مليون     |
| الكثافة السكانية (ن./كم²)                                 | 227.44                                                                               | 43.04           |
| العاصمة                                                   | بون، برلين                                                                           | بوغوتا          |
| اللغة الرسمية                                             | اللغة الألمانية                                                                      | اللغة الإسبانية |
| العملة                                                    | يورو، مارك ألماني                                                                    | بيزو كولومبي    |
| الناتج المحلي الإجمالي (بليون دولار)                      | 3.68 تريليون                                                                         | 309.19 مليار    |
| الناتج المحلي الإجمالي (تعادل القوة الشرائية) بليون دولار | 3.92 تريليون                                                                         | 724.96 مليار    |
| الناتج المحلي الإجمالي الاسمي للفرد دولار أمريكي          | 41.31 ألف                                                                            | 7.60 ألف        |
| الناتج المحلي الإجمالي للفرد دولار أمريكي                 | 46.40 ألف                                                                            | 13.36 ألف       |
| مؤشر التنمية البشرية                                      | 0.926                                                                                | 0.720           |
| رمز المكالمات الدولي                                      | +49                                                                                  | +57             |
| رمز الإنترنت                                              | .de                                                                                  | .co             |
| المنطقة الزمنية                                           | توقيت وسط أوروبا، ت ع م+01:00، ت ع م+02:00، توقيت أوروبا الوسطى المعياري (ت غ م +1) ‏ | 00              |

## منظمات دولية مشتركة
يشترك البلدان في عضوية مجموعة من المنظمات الدولية، منها:
| علم المنظمة | اسم المنظمة                               | تاريخ انضمام ألمانيا | تاريخ انضمام كولومبيا |
| ----------- | ----------------------------------------- | -------------------- | --------------------- |
|             | مؤسسة التمويل الدولية                     | 20 يوليو 1956        | 20 يوليو 1956         |
|             | بنك التنمية الكاريبي ‏                     | ?                    | ?                     |
|             | يونسكو                                    | 11 يوليو 1951        | 31 أكتوبر 1947        |
|             | مؤسسة التنمية الدولية                     | 24 سبتمبر 1960       | 16 يونيو 1961         |
|             | المركز الدولي لتسوية المنازعات الاستشارية | 18 مايو 1969         | 14 أغسطس 1997         |
|             | وكالة ضمان الاستثمار متعدد الأطراف        | 12 أبريل 1988        | 30 نوفمبر 1995        |
|             | منظمة حظر الأسلحة الكيميائية              | 29 أبريل 1997        | ?                     |
|             | الاتحاد الدولي للاتصالات                  | 1866                 | 25 أغسطس 1914         |
|             | الأمم المتحدة                             | 18 سبتمبر 1973       | 5 نوفمبر 1945         |
|             | منظمة الشرطة الجنائية الدولية             | ?                    | ?                     |
|             | البنك الدولي للإنشاء والتعمير             | 14 أغسطس 1952        | 24 ديسمبر 1946        |
|             | الفريق المعني برصد الأرض                  | ?                    | ?                     |
|             | الاتحاد البريدي العالمي                   | 1 يوليو 1875         | ?                     |
|             | منظمة التجارة العالمية                    | ?                    | ?                     |
|             | حلف شمال الأطلسي                          | 9 مايو 1955          | ?                     |
|             | المنظمة الهيدروغرافية الدولية             | ?                    | ?                     |

## أعلام
هذه قائمة لبعض الشخصيات التي تربطها علاقات بالبلدين:
- أنطونيو نافارو وولف (سياسي كولومبي، 9 يوليو 1948 – )
- إنريكي لو مورترا (23 مارس 1939 – 30 أبريل 1991)
- كارلوس ليهدر (7 سبتمبر 1949 – )
- مانويل شميدباخ (لاعب كرة قدم ألماني، 5 ديسمبر 1988[39] – )

## وصلات خارجية
- موقع وزارة الخارجية الألمانية